# DayZ (ゲーム)
『DayZ』（デイジー）は、チェコのゲームソフト開発会社Bohemia Interactive Studioが開発したオープンワールドのサバイバルゲームである。Steamで2013年2月にARMA 2のModとして登場し、単体としても2013年12月に早期アクセスゲームとしてリリースされている。
Modの創作者であるDean HallがBohemia Interactive Studioに加わり、スタンドアロンバージョンを2012年に開発した。ゲームのニーズに合わせてエンジンを変更し、クライアント、サーバーのアーキテクチャを開発し、より良いシステムなどの新しい機能を導入することに焦点を当てた。そしてアルファ版がリリースされてからは300万部を売り上げた。Gamescom 2014では、DayZがPlayStation 4に、E3 2015でXbox One用にリリースされると発表された。早期アクセス版はXboxのEarly Accessプログラムでリリースされる。

## 概要
プレイヤーは架空のNIS諸国のチェルナルスで、謎の疫病により多くの人間が暴力的になったゾンビを相手に生き延びなければならない。 サバイバーのプレイヤーは食糧、水、武器、薬を手に入れ、ゾンビを殺したり避けたりし、または他のプレイヤーとも殺し合いや回避したり、時には協力をして生き残らなければならない。